# Förebild
En förebild är en företeelse som annat formas efter, genom att man tar efter dess viktigaste egenskaper. Andra ord med ungefär samma betydelse är exempel, modell eller mönster, liksom föredöme. En idol ses ofta som en förebild för andra, genom dess roll som ledare. Ett ideal är en förebild som kan vara mer eller mindre ouppnåelig.
Förebilder används som sociologiska mönster i samband med utbildning. Där kan förebilden vara eleven som klarat av uppgifterna och lärt sig läxan, vilket kan antas sporra andra att nå samma mål.
En förebild kan vara en person, ett föremål eller ett koncept. Engelskans role model syftar ofta konkret på personer vars framgång kan tas efter av andra – inklusive av yngre. Role model som sociologisk term kopplas samman med Robert K. Merton, som framkastade tesen att individer jämför sig själva med en referensgrupp som innehar den sociala status som man själv vill tillskansa sig. Ett exempel på detta beteende är när unga fans kan dyrka och efterapa elitidrottare eller framgångsrika artister. 
Ordet förebild finns i svensk skrift sedan cirka 1715.